# Vật lý không gian
Vật lý không gian  là nghiên cứu về plasma khi chúng xảy ra một cách tự nhiên trong của Trái Đất thượng tầng khí quyển và trong Hệ Mặt Trời. Như vậy, nó bao gồm một số chủ đề khác xa nhau, chẳng hạn như vật lý Mặt Trời nghiên cứu Mặt Trời: thành phần gió mặt trời, từ quyển và tầng điện ly của các hành tinh, cực quang, tia vũ trụ, và bức xạ synchrotron. Vật lý không gian là một phần cơ bản của nghiên cứu về thời tiết không gian và có ý nghĩa quan trọng không chỉ trong việc tìm hiểu vũ trụ, mà còn cho cuộc sống thực tế hàng ngày, bao gồm các hoạt động của thông tin liên lạc và vệ tinh thời tiết.
Vật lý không gian khác với plasma vật lý thiên văn và lĩnh vực vật lý thiên văn, nghiên cứu các hiện tượng plasma tương tự ngoài Hệ Mặt trời. Vật lý không gian sử dụng các phép đo tại chỗ từ tên lửa và tàu vũ trụ trên cao , trái ngược với plasma vật lý thiên văn dựa trên sự suy luận của lý thuyết và quan sát thiên văn.

## Lịch sử
Vật lý không gian có thể bắt nguồn từ người Trung Quốc đã khám phá ra nguyên lý của la bàn, nhưng không hiểu nó hoạt động như thế nào. Trong thế kỷ 16, trong tác phẩm De Magnete, William Gilbert đã đưa ra mô tả đầu tiên về từ trường của Trái Đất, cho thấy chính Trái Đất là một nam châm lớn, điều này giải thích tại sao một chiếc kim la bàn chỉ về hướng bắc. Độ lệch của sự suy giảm từ tính của kim la bàn đã được ghi lại trên các biểu đồ điều hướng, và một nghiên cứu chi tiết về sự suy giảm gần London của nhà chế tác đồng hồ George Graham đã dẫn đến việc phát hiện ra các dao động từ không đều mà ngày nay chúng ta gọi là bão từ, do Alexander Von Humboldt đặt tên. Gauss và William Weber đã thực hiện các phép đo rất cẩn thận về từ trường Trái Đất cho thấy các biến thể có hệ thống và dao động ngẫu nhiên. Điều này cho thấy Trái Đất không phải là một cơ thể cô lập, mà bị ảnh hưởng bởi các lực bên ngoài - đặc biệt là từ Mặt trời và sự xuất hiện của các vết đen mặt trời. Một mối quan hệ giữa cực quang cá nhân và các rối loạn địa từ đi kèm đã được Anders Celsius và Olof Peter Hiorter xác nhận vào năm 1747. Năm 1860, Elias Loomis (1811-1889) cho thấy tỷ lệ xuất hiện cực quang cao nhất được nhìn thấy trong một hình bầu dục 20 - 25 độ quanh cực từ. Năm 1881, Hermann Fritz xuất bản bản đồ các đường sức từ không đổi.
Vào cuối những năm 1870, Henri Becquerel đã đưa ra lời giải thích vật lý đầu tiên cho các mối tương quan thống kê đã được ghi lại: vết đen mặt trời phải là nguồn gốc của các proton nhanh. Chúng được dẫn đến các cực bằng từ trường của Trái Đất. Vào đầu thế kỷ XX, những ý tưởng này đã khiến Kristian Birkeland chế tạo một terella, một thiết bị phòng thí nghiệm mô phỏng từ trường của Trái Đất trong buồng chân không, và sử dụng ống tia âm cực để mô phỏng các hạt năng lượng tạo ra gió mặt trời. Một lý thuyết bắt đầu được đưa ra về sự tương tác giữa từ trường của Trái Đất và gió mặt trời.